# ب
| الفبای فارسی |    |   |    |   |   |
| الف          | ب  | پ | ت  | ث | ج |
| چ            | ‌ ح | خ | د  | ذ | ر |
| ز            | ‌ ژ | س | ‌ ش | ص | ض |
| ط            | ظ  | ع | غ  | ف | ق |
| ک            | گ  | ل | م  | ن | و |
| ه            | ی  |   |    |   |   |
| حروف دیگر    |    |   |    |   |   |
| ء            | آ  | اً | هٔ  | ة |   |

| شكل حرف | شكل حرف | شكل حرف | شكل حرف | شكل حرف |
| جدا     | آغازی   | میانی   | پایانی  |         |
| ب       | ب‍       | ‍ب‍        | ‍ب        |         |
| ------- | ------- | ------- | ------- | ------- |

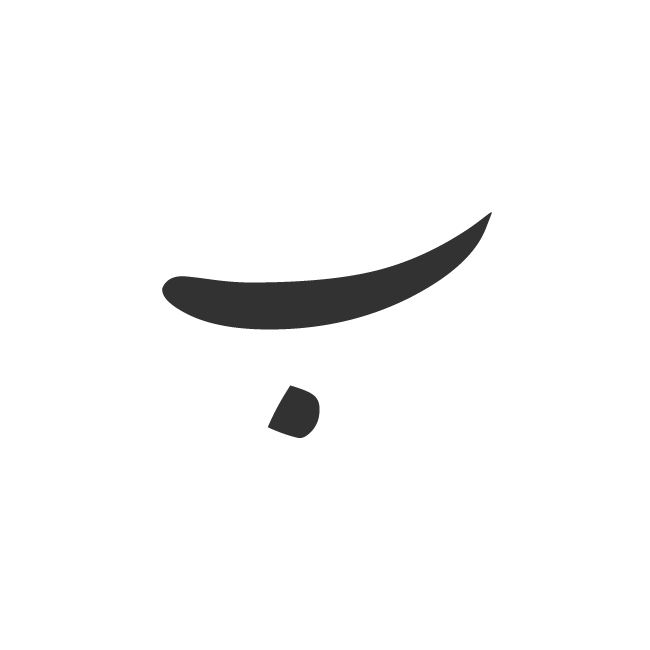
حرف ب

ب، حرف دوم در الفبای فارسی، الفبای ترکی استانبولی، ترکی آذربایجانی، عربی، الفبای شغنانی، کردی و عبری (بِت (وِت) ב) و انگلیسی است.
این حرف به چهار صورت جدا، آغازی، میانی و پایانی چسبان نوشته می‌شود مثل باران یا ناب و باب و ….

## زبان عربی
| الفبای عربی                 | الفبای عربی | الفبای عربی | الفبای عربی | الفبای عربی | الفبای عربی | الفبای عربی | الفبای عربی | الفبای عربی | الفبای عربی | الفبای عربی | الفبای عربی | الفبای عربی | الفبای عربی | الفبای عربی | الفبای عربی | الفبای عربی | الفبای عربی | الفبای عربی | الفبای عربی | الفبای عربی | الفبای عربی | الفبای عربی | الفبای عربی | الفبای عربی | الفبای عربی | الفبای عربی | الفبای عربی |
| --------------------------- | ----------- | ----------- | ----------- | ----------- | ----------- | ----------- | ----------- | ----------- | ----------- | ----------- | ----------- | ----------- | ----------- | ----------- | ----------- | ----------- | ----------- | ----------- | ----------- | ----------- | ----------- | ----------- | ----------- | ----------- | ----------- | ----------- | ----------- |
| ألِف                         | باء         | تاء         | ثاء         | جيم         | حاء         | خاء         | دال         | ذال         | راء         | زاي         | سين         | شين         | صاد         | ضاد         | طاء         | ظاء         | عين         | غين         | فاء         | قاف         | كاف         | لام         | ميم         | نون         | هاء         | واو         | ياء         |
| سایر شکل‌های حرف باء در عربی |             |             |             |             |             |             |             |             |             |             |             |             |             |             |             |             |             |             |             |             |             |             |             |             |             |             |             |
| ٻ                           | پ           | ڀ           | ݐ           | ݒ           | ݕ           |             |             |             |             |             |             |             |             |             |             |             |             |             |             |             |             |             |             |             |             |             |             |

نام این حرف در عربی «الباء» و «الباء الموحّدة» است. گاه نیز «البا» (بدون همزه) و «ب» خوانده می‌شود و به «باءات» و «ابواء» جمع بسته می‌شود. «ب» در عربی صامت انفجاری واکدار لبی است. به علل مختلف صوتی، «ب» به حروف (واج‌های) دیگر، یا حروف دیگر به «ب» تبدیل می‌شود. در قرائت قرآن، در صورتی که حرف نخست کلمه‌ای «ب» یا «ف» یا «م» باشد باء پایانی کلمهٔ قبل می‌تواند در آن ادغام شود، مانند «إِذهَبْ فَّمَن تَبِعَک» (الاسراء:۶۳) و «یُعَذَّب مَّنْ یَشاءُ» (آل‌عمران: ۱۲۹). در عربی، برخلاف دیگر زبان‌های سامی، صامت لبی انفجاری بی واک (پ) وجود ندارد و «ب» در برخی کلمات عربی معادل یا جانشین «پ» در دیگر زبانهای سامی است، ولی در زبان گفتاری امروز در برخی از موارد صامت واکدار «ب» در مجاور صامت بی واک دیگر به «پ» تبدیل می‌شود، مانند: مبسوط / مپسوط.

## زبان فارسی
«ب» در فارسی نشانهٔ دوگونه عنصر دستوری است: ۱) واجِ «ب»، ۲) تکواژِ دستوری «بـ/به» با سه‌گونه کاربرد: تصریفی (پیشوند فعلی)، اشتقاقی (در کلمات مرکب)، نحوی (حرف اضافه).در کتاب فرهنگ واژه‌های اوستا این حرف یعنی ب جزو واژه‌های اوستای است. [۹]

## زبان ترکی
واج «ب» در ادوار مختلف زبان ترکی (باستان، میانه، جدید) و در شاخه‌ها و لهجه‌های آن تحولات گوناگونی داشته است. «ب» ترکی عموماً در زبان‌های آلتاییِ مادر «ب» است که معادل «پ» در زبان‌های اورالیِ مادر است، ولی در برخی موارد «ب» شاخهٔ آلتایی برابر «م» در شاخهٔ اورالی است.
در زبان ترکی، صامت‌های واکدار آخر کلمات گرایش به بی‌واک شدن دارند. واج «ب» پایانی نیز در ترکی آذربایجانی با تلفظی بین ب و پ (ḅ) ادا می‌شود، ولی در کتابت نشان داده نمی‌شود. اما در ترکی ترکیه «ب» پایانی کاملاً «پ» تلفظ می‌شود و در خط جدید نیز p نوشته می‌شود؛ مانند kitap: کتاب. «ب» در میان کلمات نیز اغلب به «پ» تبدیل می‌شود و از طریق همانندسازی، صامت واکدار مجاور را بی واک می‌کند؛ مانند aptes: آبدست، iptal: اِبدال، ولی گاه «ب» تابع همانندی نمی‌شود؛ مانند matbaa: مطبعه، tasbit: تثبیت.

## عرفان اسلامی
در عرفان اسلامی و عقاید باطنی بعضی فرق و نیز در علوم غریبه که برپایهٔ اعتقاد به اسرار حروف بوده، حرف «ب» در میان حروف دیگر دارای اهمیتی خاص است. توجه به حروف و اعداد و اسرار معنوی آنها که نزد نحله‌های پیش از اسلام سابقه داشته است، در عصر اسلامی در میان فرقی از مسلمانان با گرایش‌های عرفانی و باطنی آغاز شد و بالاخص با توجه به حروف مقطعهٔ قرآن و خواص حروف آیات و اسما خداوند بتدریج رشد کرد و بعدها به شکلی افراطی نزد حروفیه و نقطویه، نظامی خاص یافت. در میان صوفیه اگرچه از آغاز، توجه به اسرار حروف و جنبه‌های رمزی آنها وجود داشته است، ولی ابن‌عربی و پیروان او بدین مبحث توجهی خاص نشان داده‌اند و از ترکیب عقاید پیشینیان در بارهٔ حروف و تطبیق آنها با آرای خود شکل تکامل یافته‌تری از نظریات عرفانی در بارهٔ اسرار حروف عرضه کرده‌اند.